# Сянью
Сянью́ (кит. упр. 仙游, пиньинь Xiānyóu) — уезд городского округа Путянь провинции Фуцзянь (КНР).

## История
Во времена империи Тан в 622 году был создан уезд Путянь (莆田县). В 699 году западная часть уезда Путянь была выделена в отдельный уезд Цинъюань (清源县). В 742 году уезд Цинъюань был переименован в Сянью.
После образования КНР в 1949 году был создан Специальный район Цюаньчжоу (泉州专区), и уезд вошёл в его состав. В 1955 году Специальный район Цюаньчжоу был переименован в Специальный район Цзиньцзян (晋江专区).
В июне 1970 года уезд перешёл из состава Специального района Цзиньцзян в состав Специального района Миньхоу (闽侯专区), и власти Специального района Миньхоу переехали из уезда Миньхоу в уезд Путянь. В мае 1971 года Специальный район Миньхоу был переименован в Округ Путянь (莆田地区).
Постановлением Госсовета КНР от 18 апреля 1983 года округ Путянь был расформирован, и уезд был передан в состав округа Цзиньцзян (晋江地区).
Постановлением Госсовета КНР от 9 сентября 1983 года уезды Путянь и Сянью были выделены в отдельный городской округ Путянь.

## Административное деление
Уезд делится на 1 уличный комитет, 12 посёлков и 5 волостей.